# Навария (водохранилище)
Навария (укр. Глинна Наварія) — водохранилище, которое размещено недалеко от сёл Навария и Малечковичи Львовского района Львовской области Украина, в 10 км южнее Львова.
Возле Наварии находится лес, из которого вытекает река Щерек. Впадают в водохранилище речки Ковыр, Малечковича. Любимое место отдыха львовян.
Глинна-Навария является искусственным техническим водоёмом. Создана в 1940-х годах для водоснабжения Львовской электростанции была сооружена плотина на речке Щирке, в результате чего и образовалась «Глинна-Навария». Площадь водохранилища около 110 гектаров.
На водохранилище проводились всесоюзные (до 1992 года) и всеукраинские соревнования, чемпионаты Львовской области по гребле на байдарках и Каноэ. С 1974 года тут работает детско-юношеская школа олимпийского резерва «Веслярик». Её воспитанники были призерами всеукраинских соревнований, участниками чемпионатов мира, Европы и Олимпийских игр.
В Наварии водится разнообразная рыба: плотва, верховодка, лещ, ерш, окунь и карась. Есть также щука, судак, большой карп и большой лещ, которые попадаются редко.
Возле водохранилища размещен ресторан, дачные участки. Ведутся работы по восстановлению здесь рекреационной зоны.
Так как водохранилище Навария является техническим водоёмом Львовской ТЕЦ-1, еще в 1987 году купаться здесь было запрещено.